# FK TSC
FK TSC, grundad 1913, är en fotbollsklubb i Bačka Topola i Serbien. Klubben spelar säsongen 2023/2024 i Serbiens högstadivision, Superligan.
TSC bildades 1913 med namnet Topolyai Sport Club i staden Bačka Topola, som då var en del av Österrike-Ungern. Det var dock först 2019 som klubben spelade sin första match i en högstadivision, den serbiska. Säsongen 2022/2023 nådde TSC sin bästa placering någonsin, en andraplats, och kvalificerade sig därmed för kvalet till Champions League nästkommande säsong. Efter att ha förlorat i den tredje kvalomgången kvalificerade klubben sig för gruppspel i Europa League 2023/2024, där man slutade sist efter att bara ha tagit en poäng mot grekiska Olympiakos på hemmaplan.